# 서울 금천구의 국회의원

## 행정구역 변천
- 1995년 3월 1일 구로구 독산동·시흥동·가리봉동 일부(가산동), 광명시 일부에 서울특별시 금천구 설치

## 서울 금천구의 역대 국회의원 일람
| 대수   | 이름           | 소속정당     | 임기                              | 선거구역    |
| ------ | -------------- | ------------ | --------------------------------- | ----------- |
| 제15대 | 이우재(李佑宰) | 신한국당     | 1996년 5월 30일 ~ 2000년 5월 29일 | 금천구 일원 |
| 제16대 | 장성민(張誠珉) | 새천년민주당 | 당선 무효                         | 금천구 일원 |
| 제16대 | 이우재(李佑宰) | 한나라당     | 2002년 8월 9일 ~ 2004년 5월 29일  | 금천구 일원 |
| 제17대 | 이목희(李穆熙) | 열린우리당   | 2004년 5월 30일 ~ 2008년 5월 29일 | 금천구 일원 |
| 제18대 | 안형환(安亨奐) | 한나라당     | 2008년 5월 30일 ~ 2012년 5월 29일 | 금천구 일원 |
| 제19대 | 이목희(李穆熙) | 민주통합당   | 2012년 5월 30일 ~ 2016년 5월 29일 | 금천구 일원 |
| 제20대 | 이훈(李薰)     | 더불어민주당 | 2016년 5월 30일 ~ 2020년 5월 29일 | 금천구 일원 |
| 제21대 | 최기상(崔基相) | 더불어민주당 | 2020년 5월 30일 ~ 2024년 5월 29일 | 금천구 일원 |
| 제22대 | 최기상(崔基相) | 더불어민주당 | 2024년 5월 30일 ~                 | 금천구 일원 |

## 같이 보기
- 구로구 을 (1988년 선거구)
- 금천구 (선거구)
- 서울 구로구의 국회의원
- 서울 관악구의 국회의원
- 광명시의 국회의원
- 시흥시의 국회의원
- 안양시의 국회의원